# Masahiko Yoshida
Masahiko Yoshida (吉田正彦?, Yoshida Masahiko; 18 aprile 1941 – 4 luglio 2023) è stato un cestista e allenatore di pallacanestro giapponese.

## Carriera
Con il Giappone ha disputato i Campionati mondiali del 1967.
Da allenatore ha guidato il Giappone ai Giochi olimpici di Montréal 1976